# ヴァル・リオーナ
ヴァル・リオーナ（伊: Val Liona）は、イタリア共和国ヴェネト州ヴィチェンツァ県にある、人口約3,100人の基礎自治体（コムーネ）。
2017年2月17日にグランコーナとサン・ジェルマーノ・デイ・ベーリチが合併して発足した。

## 地理

### 位置・広がり

#### 隣接コムーネ
隣接するコムーネは以下の通り。
- アロンテ
- ブレンドラ
- ロニーゴ
- オルジャーノ
- サレーゴ
- ソッサーノ
- ヴィッラーガ
- ゾヴェンチェード

### 地震分類
イタリアの地震リスク階級 (it) では、zona 3 (sismicità bassa) に分類される。

## 行政

### 分離集落
ヴァル・リオーナには、以下の分離集落（フラツィオーネ）がある。
- Campolongo, Grancona (sede comunale), San Gaudenzio, San Germano dei Berici, Spiazzo, Villa del Ferro